# Casalnuovo Monterotaro
Casalnuovo Monterotaro é uma comuna italiana da região da Puglia, província de Foggia, com cerca de 1.955 habitantes. Estende-se por uma área de 48 km², tendo uma densidade populacional de 41 hab/km². Faz fronteira com Carlantino, Casalvecchio di Puglia, Castelnuovo della Daunia, Celenza Valfortore, Colletorto (CB), Pietramontecorvino, San Giuliano di Puglia (CB).

## Demografia
| Variação demográfica do município entre 1861 e 2011                               |
|                                                                                   |
| Fonte: Istituto Nazionale di Statistica (ISTAT) - Elaboração gráfica da Wikipedia |